# ASG Vorwärts Dessau
Maillots
Dernière mise à jour : 20 février 2011.
L’ASG Vorwärts Dessau fut un club sportif allemand localisé dans la ville de Dessau-Rosslau dans la Saxe-Anhalt. Ce club existe sous ce nom depuis 1974 année de son arrivée depuis Leipzig.

## Histoire

Ancien logo de l’ASG Vorwärts Dessau (1974-1990)

Le 1974, la direction de l’Armeesportvereinigung Vorwärts décida de transférer le club de l’ASG Vorwärts Leipzig vers de Dessau, où il devint, le 4 septembre 1974, l’Armee Sportgemeinschaft Vorwärts Dessau.
L’ASG Vorwärts Dessau club conserva la place en DDR-Liga, Groupe C et s’y installa confortablement. Après trois places de vice-champion (1980, 1982 et 1983), le club remporta le titre au terme du championnat 1983-1984.
Lors du tour final, le club ne parvint à décrocher une place montante vers la DDR-Oberliga. Le plus logiquement du monde, à la suite de son bon classement, Vorwärts Dessau resta au 2e niveau alors que celui-ci était réduit de 5 à 2 séries en vue de la saison suivante.
Sixième du Groupe B, en 1985, l’ASG Vorwärts Dessau passa ensuite dans le Groupe A où il décrocha de très correctes 5e puis 3e places. 
Reversé dans le Groupe B, lors du championnat 1988-1989, le club fut vice-champion derrière le BSG Fortschritt Bischofswerda.
Dans le courant de la saison 1989-1990, la DDR-Liga fut rebaptisée NOFV-Liga. Contrairement à de nombreuses entités gérées par l’Armeesportvereinigung Vorwärts (l’Armée) qui disparurent, l’ASG Vorwärts Dessau retrouva le statut d’organisme civil. Il porta brièvement le nom de SG Dessau 89 puis termina la saison sous la dénomination de FC Anhalt Dessau.

### FC Anhalt Dessau

Ancien logo du FC Anhalt Dessau

À la fin de la saison 1990-1991, le FC Anhalt Dessau termina 14e sur 16 et se qualifia de justesse pour l’Oberliga Nordost, une ligue créée au 3e niveau du football allemand réunifié. Cette ligue fut partagée en 3 séries (Nord, Centre et Sud). Le club joua trois saisons dans cette série. Puis, en 1994, lors de l’instauration des Regionalligen, le cercle fut versé en Oberliga Nordost Nord, soit le 4e niveau de la hiérarchie.
Le FC Anhalt Dessau resta au niveau 4 jusqu’en 1998. Lors de la saison 1997-1998, après avoir été reversé en Oberliga Nordost Süd, il fut relégué en Verbandsliga Sachsen-Anhalt. 
Directement champion au 5e niveau, le club remonta en Oberliga. Il redescendit en 2001, mais fut une nouvelle fois directement champion en Verbandsliga Sachsen-Anhalt.
Le cercle assura de justesse son maintien en Oberliga mais les soucis financiers s’accumulèrent. Durant la saison 2003- 2004, le club fut déclaré en faillite. La plupart de ses joueurs furent repris par le SV Stahlbau Dessau qui en fit son équipe "Réserves".

### SV Stahlbaul Dessau
Les résultats du SV Stahlbau Dessau II furent tels qu’en raison de la qualité des effectifs, le club fit passer vers son équipe "Premières" la plupart des anciens du FC Anhalt. SV Stahlbau Dessau monta en 1.Kreisklasse en 2005 (niveau 9). Évidemment cet arrangement avait soulevé des polémiques internes.
Ainsi, les anciens du FC Anhalt décidèrent de refonder l’ASG Vorwärts Dessau, le 12 avril 2005.

### ASG Vowärts Dessau
Les initiales historiques du club furent reprises. Mais cette fois il ne s’agissait plus d’"Armeesportgemeinschaft" mais d’"Anhaltische" Sportgemeinschaft.
Le club redémarra en bas de l’échelle, en Kreisklasse Dessau (niveau 11). Il remonta rapidement dans la hiérarchie : Kreisliga Dessau (niveau 10 en 2006, Kreisoberliga-Rosslau/Wittenberg (niveau 9) en 2008 et Landesklasse Sachsen-Anhalt (niveau 8) en 2009.
En 2010-2011, l’ASG Vowärts Dessau évolue en Landesklasse Sachsen-Anhalt, soit le 8e niveau de la hiérarchie de ka DFB.

## Palmarès
- Champion de la DDR-Liga, Groupe C: 1984
- Vice-champion de la DDR-Liga, Groupe C: 1980, 1982, 1983, 1989
- Champion de la Verbandsliga Sachsen-Anhalt: 1999, 2002

- Finaliste de la Sachsen-Anhalt-pokal (Coupe régionale): 1992, 1994, 1994.

## Localisation

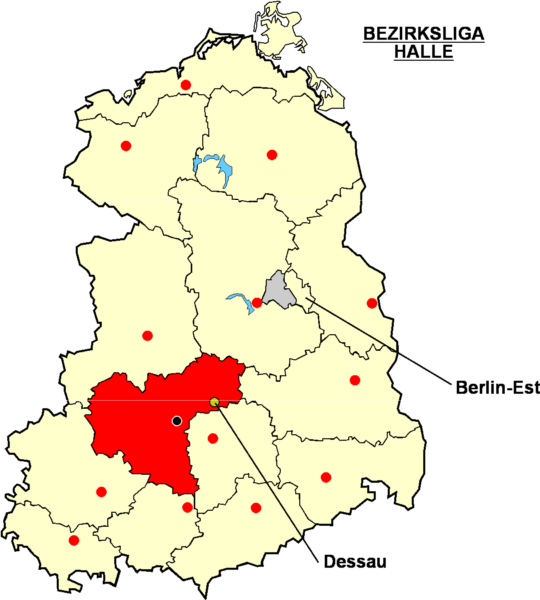
Localisation de Dessau dans la Bezirksliga Halle